# Venustoraphidia nigricollis
Venustoraphidia nigricollis is een kameelhalsvliegensoort uit de familie van de Raphidiidae. De soort komt voor in Europa.
Venustoraphidia nigricollis werd voor het eerst wetenschappelijk beschreven door Albarda in 1891.